# La Vie en rose (magazine)
Pour les articles homonymes, voir La Vie en rose (homonymie).
La Vie en rose est un magazine féministe québécois créé en 1980 et disparu en 1987. Pendant ses sept années d'activité, cinquante numéros sont publiés. Les fondatrices de la revue, Francine Pelletier, Sylvie Dupont, Lise Moisan, Ariane Émond et Claudine Vivier, issues du militantisme (certaines d'entre elles se sont connues au sein du Comité de lutte pour l'avortement libre et gratuit), vivent pour la plupart leurs premières expériences en tant que journalistes.  
Son premier numéro, d'abord très modeste, sort en mars 1980, en supplément du trimestriel Le Temps fou, un magazine alternatif de gauche. Le magazine deviendra autonome au bout d’un an seulement, avec un tirage de mille exemplaires, puis passera progressivement de trimestriel à mensuel et de vingt-huit à soixante-dix pages. Chaque numéro comporte une thématique, dont la guerre (juin-juillet-août 1980), les femmes en prison (mars 1983) et la féminisation (septembre 1986), entre autres ; le contenu de La Vie en rose est donc fort variable. Cependant, certaines chroniques, telles que l’éditorial et la chronique intitulée « Journal intime et politique » (alimentée tour à tour par l’une ou l’autre des membres de l’équipe de rédaction) perdurent jusqu'au tout dernier numéro. La « chronique délinquante » d’Hélène Pedneault, publiée à partir du numéro de novembre 1982, a connu quant à elle beaucoup de succès auprès des lecteurs et lectrices. 
Le magazine paraît de manière indépendante de 1981 à 1987. Son tirage, de 10 000 exemplaires en 1981, atteint par la suite en moyenne près de 20 000 exemplaires par numéro. La revue cesse d'être publiée en 1987, malgré le succès d'une importante campagne de financement et d'un succès critique : ce sont des raisons financières, dettes que le numéro de relance de novembre 1986 n'a pas réussi à éliminer, qui provoque la fin de la revue. 
Un numéro souvenir hors-série a été publié en octobre 2005 aux Éditions du remue-ménage.
Une version intégrale en ligne comprenant la revue d'origine et le numéro hors-série est lancée le 8 mars 2008 par le Centre de documentation sur l'éducation des adultes et la condition féminine.

## Débuts et origines deLa Vie en rose
Les fondatrices commencent à songer à l'idée d'une revue féministe dès 1979, alors qu'elles avaient pour la plupart milité aux côtés du Comité de lutte pour l'avortement, mais sans nécessairement lier de liens d'amitié. À ce stade, elles sont cinq : Sylvie Dupont, Ariane Émond, Lise Moisan, Claudine Vivier et Francine Pelletier, Françoise Guénette se jointes à elles peu de temps après. Françoise Guénette et Ariane Émond sont les deux seules à détenir une formation en journalisme. Elles sont cependant toutes d'accord pour faire une revue sur papier glacé, en couleurs, à l'opposé de l'esthétique dit « photocopies brochées » des revues militantes : or, elles ne veulent pas être perçues comme les porte-paroles officielles du mouvement des femmes. C'est véritablement un désir de traiter de l'actualité, de culture, de politique et de sujets divers (et non pas uniquement d'enjeux catégorisés comme féministes) qui les motivent à créer la revue : elles souhaitent « regarder le monde avec des lunettes féministes. »